# 1985年日本
1985年，是日本昭和六十年。也就是日本昭和天皇在位的第六十年。

## 政府
- 天皇：裕仁
- 內閣總理大臣：中曾根康弘

## 大事記

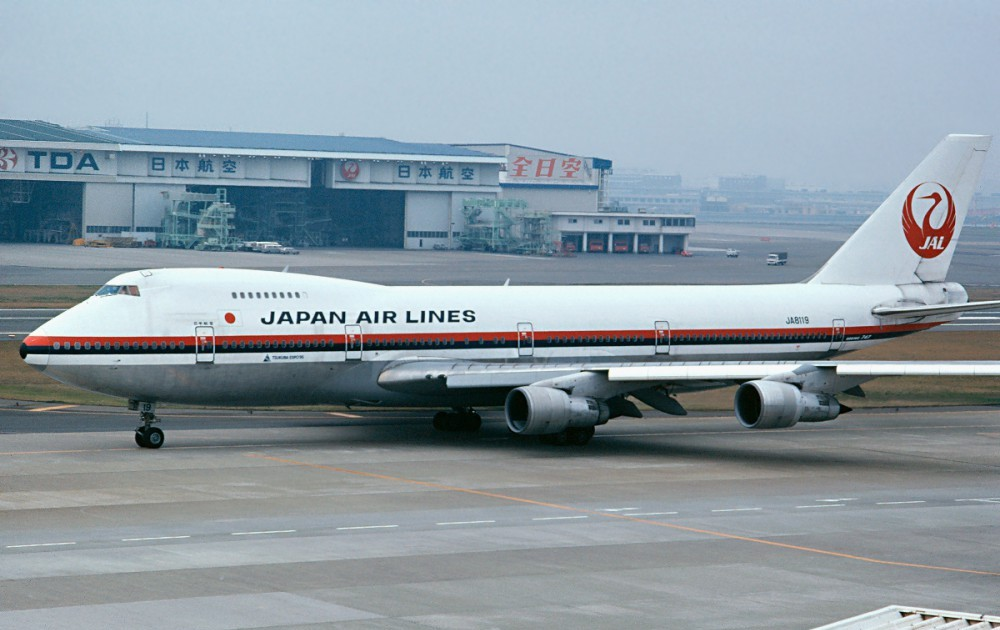
1985年8月12日坠毁的JA8119号客机

- 2月27日 - 前首相田中角榮因腦中風倒下而入院觀察治療。
- 8月12日 - 东京飞往大阪的日本航空123号班机在群马县坠毁，导致520人死亡。
- 8月15日 - 首相中曾根康弘在靖國神社進行例行參拜。
- 9月22日 - 世界资本主义五大经济强国（美国、日本、西德、英国和法国）在纽约广场饭店达成“广场协议”。当时美元汇率过高而造成大量贸易赤字，为此陷入困境的美国与其他四国发表共同声明，宣布介入汇率市场。此后，日元迅速升值。当时的汇率从1美元兑220日元左右上升到一年后的1美元兑150日元。由于汇率的剧烈变动，由美国国债组成的资产发生账面亏损，因此大量资金为了躲避汇率风险而进入日本国内市场。当时日本政府为了补贴因为日元升值而受到打击的出口产业，开始实行量化寬鬆政策，市場上利率下降，于是产生了过剩的流通资金。
- 10月1日 - 日本公佈國勢調査，全國的總人口約1億2100萬人。
- 11月2日 - 日本職棒阪神虎隊奪得成軍51年以來首次日本大賽優勝。

## 出生
- 3月25日——小林裕介，配音員
- 8月20日——庄司宇芽香，配音員
- 9月3日——梶裕貴，配音員、歌手。

## 逝世
- 8月12日——坂本九，歌手。
- 12月21日——增田甲子七，政治人物，曾任防衛廳長官。